# Вълшебният меч
„Вълшебният меч“ (на английски: Quest for Camelot) пуснат под заглавие Вълшебният меч: В търсене на Камелот(на английски: The Magic Sword: Quest for Camelot) в Англия) е американски анимационен филм от 1998 г. на компанията Warner Bros.. Направен е по романа „Девойката на краля“ (The King's Damsel) на Вера Чапман от 1976 година.
Филмът разказва за девойка на име Кейли, която иска да стане рицар на Кръглата маса в Камелот подобно на баща си, сър Лайнъл. Неин приятел и спътник е незрящ момък, Гарет, който живее усамотено. Двамата предприемат пътешествие да намерят вълшебния меч Екскалибур.

## Синхронен дублаж

### Озвучаващи артисти
| Роля          | Английски език                             | Български език                                     |
| ------------- | ------------------------------------------ | -------------------------------------------------- |
| Кейли         | Джеслин Гилсиг (диалог) Андреа Кор (вокал) | Весела Хаджиниколова                               |
| Малката Кейли | Сара Фрийман                               | ?                                                  |
| Гарет         | Кари Елуис (диалог) Брайън Уайт (вокал)    | Даниел Цочев (диалог) ? (вокал)                    |
| Рубър         | Гари Олдман                                | Мариан Маринов                                     |
| Девън         | Ерик Айдъл                                 | Калин Сърменов (диалог) Даниел Цочев (вокал)       |
| Корнуол       | Дон Рикълс                                 | Светозар Кокаланов (диалог) Георги Тодоров (вокал) |
| Джулиана      | Джейн Сиймур (диалог) Селин Дион (вокал)   | Даниела Горанова                                   |
| Крал Артур    | Пиърс Броснан (диалог) Стийв Пери (вокал)  | Калин Сърменов                                     |
| Грифон        | Бронсън Пинчът                             | Христо Мутафчиев                                   |
| Остър клюн    | Джалийл Уайт                               | Иван Райков                                        |
| Лайнъл        | Гейбриъл Бърн                              | Светозар Кокаланов                                 |
| Мерлин        | Джон Гилгуд                                | Георги Тодоров                                     |
| Ейдън         | Франк Уелкър                               |                                                    |

### Екип
| Обработка                       | Арс Диджитал Студио (1999) |
| ------------------------------- | -------------------------- |
| Режисьор на дублажа             | Чавдар Монов               |
| Превод                          | ?                          |
| Тонрежисьор                     | ?                          |
| Изпълнителен продуцент          | Асен Аврамов               |
| Продуцент на българската версия | АЛЕКСАНДРА ГРУП ХОЛДИНГ    |

### Доли Медия Студио
| Преводач           | Кирина Кирилова                                                          |
| ------------------ | ------------------------------------------------------------------------ |
| Озвучаващи артисти | Адриана Андреева Лидия Вълкова Димитър Кръстев Росен Русев Стоян Цветков |
| Тонрежисьор        | Ангелия Вихрова                                                          |